# Бариев титанат
Бариевият титанат е неорганично съединение с химична формула BaTiO3. То е бяло и прахообразно, но прозрачно под формата на големи кристали. Баревият титнат е фероелектричен и феромагнитен керамичен материал. Притежава фоторефлективни и пиезоелектрични свойства. Използва се за направата на кондензатори, електромеханични преобразуватели, както и в нелинейна оптика.
Твърдият бариев титанат съществува в четири полиморфни състояния в зависимост от температурата. От висока към ниска температура, кристалните системи биват кубична, тетрагонална, орторомбична и ромбоедрична. Освен кубичната система, всичките са фероелектрици.

## Разпространение
Бариоперовскитът е много рядък естествен BaTiO3, открит като микровключвания в бенитоит.

## Получаване
Бариев титанат може да бъде синтезиран чрез хидротермален метод. Съединението може да бъде получено чрез нагряване на бариев карбонат и титанов диоксид:
{\displaystyle {\ce {BaCO3 + TiO2 -> BaTiO3 + CO2 ^}}}
Реакцията протича чрез синтероване в течно състояние. Единични кристали се образуват около 1100 °C от разтопен калиев флуорид.
Други материали често се добавят за легиране, например стронций, за да се образуват твърди разтвори със стронциев титанат. Фероелектричните свойства на сместа присъстват и в тази форма.

## Свойства
Бариевият титанат е един от малкото керамични материали, проявяващи необикновен растеж, при който големите фасетирани зърна растат в матрица от по-фини зърна, което има значение за уплътняването и физичните му свойства. Напълно уплътненият нанокристален бариев титанат има 40% по-висока диелектрична проницаемост спрямо същия материал, синтезиран по класически методи. Добавки на бариев титанат към калай образуват насипен материал с по-висока еластична твърдост от диамантите. BaTiO3 преминава през два фазови прехода, които променят формата и обема на кристала. Тази фазова промяна води до образуването на смеси, при които BaTiO3 има отрицателен модул на свиваемост. Тогава силата, действаща върху добавката, води до изместване в обратна посока, което допълнително заздравява сместа.
Подобно на много оксиди, бариевият титанат е неразтворим във вода, но реагира със сярна киселина.

## Приложение
Бариевият титанат е диелектричнен керамичен материал, използвана в кондензатори. Има стойности на диелектрична константа до 7000. В тесен температурен диапазон са възможни стойности до 15 000. При най-често срещаните керамични и полимерни материали този показател не надвишава 10, докато при други, като титанов диоксид (TiO2), стойността варира между 20 и 70.
Съединението е пиезоелектричен материал, използван в микрофони и други преобразуватели. Спонтанната поляризация на монокристалите на бариев титанат при стайна температура варира между 0,15 C/m2 в по-ранни проучвания,  и 0,26 C/m2 в по-нови публикации. Температурата му на Кюри е между 120 и 130 °C. Разликите са свързани с техниката на растеж, като по-ранните кристали, отглеждани с поток, не са толкова чисти, колкото настоящите кристали, отглеждани чрез процеса на Чокралски. Тези кристали имат по-голяма спонтанна поляризация и по-висока температура на Кюри.
Като пиезоелектричен материал, BaTiO3 до голяма степен е заменен от оловен цирконат титанат – Pb[ZrxTi1−x]O3 (0≤x≤1). Поликристалният бариев титанат има положителен температурен коефициент на съпротивление, което го прави подходящ за терморезистори и саморегулиращи се електрически отоплителни системи.
Кристалите на бариевия титанат намират приложение в нелинейната оптика. Материалът има високо усилване (high beam coupling gain) и може да работи във видимата и близката инфрачервена област. Той има най-високата отражателна способност от материалите, използвани за приложения със самонапомпване (phase conjugation (SPPC)). Може да се използва за непрекъснато смесване на четири вълни с оптична мощност от миливатовия (mW) диапазон.
За фоторефрактивни нужди съединението може да бъде легирано с друг елемент, например желязо.
Тънките слоеве от бариев титанат имат електрооптична модулация с честоти над 40 GHz.
Пироелектрическите и фероелектричните свойства на бариевият титанат се използват в някои видове неохладени сензори за термокамери.
Прахобразен BaTiO3 с висока чистота е ключов компонент в иновативни батерии с кондензатори от бариев титанат, използвани в електрически превозни средства.
Поради повишената си биосъвместимост, наночастиците от бариев титанат се използват като наноносители за иновативна доставка на лекарства.
Съобщава се за голям магнитоелектричен ефект на тънки слоеве, получени върху субстрат от бариев титанат.